# Rodrigo Manrique
Rodrigo Manrique de Lara, född 1406, död den 11 november 1476, var en spansk skald, bror till Gómez Manrique, far till Jorge Manrique. 
Manrique var en av århundradets tappraste riddare i striderna mot morerna. Av hans dikter, som åtnjöt stor popularitet, är emellertid endast ett fåtal i behåll.